# Edwardsya simoni
Espèce
Synonymes
- Attus simoni Taczanowski, 1871

Edwardsya simoni est une espèce d'araignées aranéomorphes de la famille des Salticidae.

## Distribution
Cette espèce est endémique du Brésil. Elle se rencontre au Pará et en Amapá.

## Description
Le mâle décrit par Ruiz et Bustamante en 2016 mesure 5,68 mm et la femelle 6,14 mm.

## Publication originale
- Taczanowski, 1871 : Les aranéides de la Guyane française. Horae Societatis Entomologicae Rossicae, vol. 8, p. 32-132.